# Norrmalm, Västerås
Norrmalm är en  stadsdel i det administrativa bostadsområdet Aroslund-Blåsbo i Västerås. Området är ett bostadsområde som ligger norr om Norra Ringvägen mellan Svartån och Norra Ringvägen.
I Norrmalm finns bostäder, hyreshus och bostadsrätter och vid Svartån ligger Falkenbergska kvarnen, som innehåller en restaurang. Här finns också Karlslunds servicehus, äldreomsorg öster.
Området avgränsas av Skerikesbron, grönområdet Bernsborgslunden, Fågelvägen, Norra Ringvägen till Skarpskyttebron och Svartån till Skerikesbron.
Området gränsar i norr och öster till Blåsbo, i sydost över Norra Ringvägen till Kyrkbacken, i väster över Svartån till Lustigkulla.